# Исупово (Гагинский район)
Исупово — село в составе Покровского сельсовета Гагинского района Нижегородской области России. 

## География
Исупово расположено в юго-восточной части области, возле административных границ с Краснооктябрьским и Большеболдинским районами, по обоим берегам реки Колдымарейка.
На 2020 год в селе числилось 4 улицы: Большая Дорога (центральная улица), Новая Линия, Молодёжная, Октябрьская.

## Население
| 2002 | 2010 |
| ---- | ---- |
| 400  | ↘356 |

## Инфраструктура
В селе имеются: школа, клуб, магазин, пожарная часть, почта, медпункт.

## Транспорт
Проходит автодорога 22К-0074 Гагино – Исупово – Ст.Ахматово – а/д Ужовка – Б.Болдино – Салганы.  Остановка общественного транспорта.